# 인도의 헌법

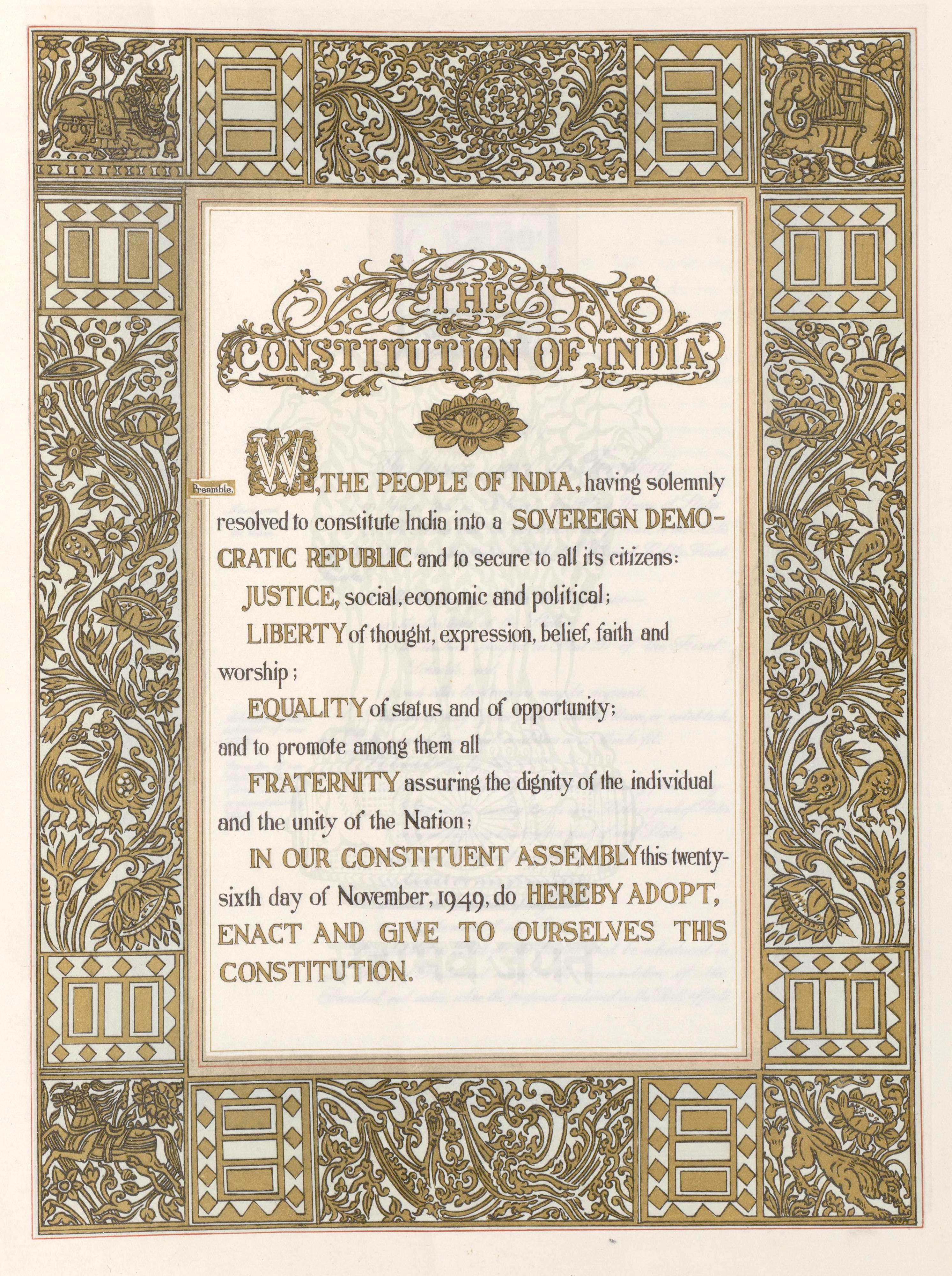
인도 헌법 서문의 원전

인도 헌법(힌디어: भारत का संविधान, 영어: Constitution of India)은 현대 인도의 최고 법률이다. 인도의 정부 기관, 정치 구조, 권력, 시민의 의무와 권리, 행정적 원칙 등을 규정하고 있으며, 또 오늘날 전세계 각국의 헌법 중 가장 긴 헌법으로도 잘 알려져 있다. 정치적 입헌주의를 추구하고 철학적 헌법과 시민종교적 헌법을 지양하며 사회변화에 따라 의회에 의한 헌법의 개정이 용이 하도록 설계되었다.
인도 정부의 구조를 정의하고 지방 정부와 주 정부간의 관계 및 지방 정부와 주 정부 내의 입법, 사법, 행정 기관들과의 관계를 명확히하는 역할을 한다.
인도 헌법은 기본적으로 영국의 영향을 받았고 다양한 타국의 기본법을 참조하여 구성되었다. 최상위 법률로서의 그 존재에 따라 인도는 영국과 달리 의회우선주의를 채택하지 않는다고 여겨지며, 실제로 의회는 헌법에 위배되는 법률을 제정할 수 없다. 
1949년 11월 26일 인도 제헌 의회에 의해 채택되어 1950년 1월 26일 효력을 발하게 되었고, 이로써 인도 자치령은 폐지되고 오늘날의 인도 공화국으로 이행하게 되었다.

## 같이 보기
- 헌법 경제학
- 입헌주의
- 민주주의의 역사
- 마그나 카르타

## 참고 문헌
- 권영호 (2004년 8월 24일). “인도의 헌법과 정당에 관한 연구”. 《아시아법제연구》 (2).